# Aphodius congregatus
Aphodius congregatus is een keversoort uit de familie bladsprietkevers (Scarabaeidae). De wetenschappelijke naam van de soort is voor het eerst geldig gepubliceerd in 1853 door Mannerheim.